# Eupsychellus dionisius
Eupsychellus dionisius är en fjärilsart som beskrevs av Jean Baptiste Boisduval 1832. Eupsychellus dionisius ingår i släktet Eupsychellus och familjen juvelvingar. Inga underarter finns listade i Catalogue of Life.